# 高山臭草
高山臭草（学名：Melica taylorii）为禾本科臭草属下的一个种。

## 扩展阅读
- 維基物種上的相關：高山臭草